# Ectobius balcani
Ectobius balcani es una especie de cucaracha del género Ectobius, familia Ectobiidae.

## Distribución
Esta especie se encuentra en Austria, Checoslovaquia, Hungría, Yugoslavia, Rumania, Bulgaria, Albania, Grecia y Turquía.